# Фаустман, Хампе
Э́рик Сте́ллан Ка́там (швед. Erik Stellan Chatham, более известный как Ха́мпе Фа́устман швед. Hampe Faustman; 3 июля 1919, Стокгольм — 26 августа 1961, Швеция) — шведский кинорежиссёр, сценарист и актёр.

## Биография
В 1939 году окончил школу при Драматическом театре в Стокгольме. В 1940 году сыграл главную роль в фильме режиссёра Альфа Шёберга «Ставка — жизнь». Режиссёрский дебют состоялся в 1943 году («Ночь в порту»). В своём творчестве обращался к социальным проблемам современности. Будучи приверженцем соцреализма и находясь под влиянием работ советского кино, героями своих картин делал рабочих, крестьян и моряков. Обращался и к шведской и мировой литературной классике, так в частности, экранизировал Ф. М. Достоевского. Работал на телевидении.
Был женат на актрисе Гунне Волльгрен (1941—1949) и на Рут Маркузе (1960—1961).

## Избранная фильмография

### Режиссёр
- 1943 — Ночь в порту / Natt i hamn
- 1943 — Соня / Sonja
- 1944 — Девушка и дьявол / Flickan och djävulen
- 1945 — Преступление и наказание / Brott och straff (по Фёдору Достоевскому)
- 1946 — Когда цветут луга / När ängarna blommar (по Яну Фридегору)
- 1946 — Харальд Могучий / Harald Handfaste
- 1947 — Воспоминания военного / Krigsmans erinran
- 1948 — Ларс Хор / Lars Hård (по Яну Фридегору)
- 1948 — Чужая гавань / Främmande hamn
- 1949 — Бродячие кузнецы / Smeder på luffen
- 1950 — / Restaurant Intim
- 1951 — / Kvinnan bakom allt
- 1952 — Подводная лодка № 39 / Ubåt 39
- 1952 — / Hon kom som en vind
- 1954 — Бог и цыган / Gud fader och tattaren
- 1954 — / Café Lunchrasten
- 1955 — Путь в ночи / Resa i natten
- 1955 — Путешествие в ночи / Kärlek på turné

### Сценарист
- 1943 — Соня / Sonja
- 1946 — Когда цветут луга / När ängarna blommar
- 1947 — Воспоминания военного / Krigsmans erinran
- 1949 — Бродячие кузнецы / Smeder på luffen
- 1950 — / Restaurant Intim
- 1951 — / Kvinnan bakom allt

### Актёр
- 1940 — Ставка — жизнь / Med livet som insats — свободный стрелок
- 1942 — Ночное путешествие / Rid i natt! — Бу Эрикссон
- 1943 — / En vår i vapen — Оке
- 1943 — Женщины в неволе / Kvinnor i fångenskap — Роланд Йоханссон
- 1943 — Катрина / Katrina — Эйнар
- 1943 — Возгорится пламя / Det brinner en eld — Георг Брандт
- 1944 — Его превосходительство / Excellensen — Вардер
- 1944 — Невидимая стена / Den osynliga muren — начальник караула
- 1945 — Преступление и наказание / Brott och straff — Родион Раскольников
- 1945 — / Mitt folk är icke ditt — Макс Хольм
- 1946 — Когда цветут луга / När ängarna blommar — Вилле
- 1946 — / Medan porten var stängd — Томас Экберг
- 1948 — Ларс Хор / Lars Hård — заключённый
- 1949 — Бродячие кузнецы / Smeder på luffen — Brofelt
- 1951 — 1955 — Иностранный заговор / Foreign Intrigue — Karzag (сериал)
- 1957 — / Aldrig i livet (1957) — Klämman
- 1961 — Повод к поучению / A Matter of Morals — Kronstad